# Gmina Idrija
Idrija – gmina w Słowenii. W 2010 roku liczyła 11 889 mieszkańców.

## Miejscowości
Miejscowości wchodzące w skład gminy Idrija:

- Čekovnik
- Črni Vrh
- Dole
- Godovič
- Gore
- Gorenja Kanomlja
- Gorenji Vrsnik
- Govejk
- Idrija – siedziba gminy
- Idrijska Bela
- Idrijske Krnice
- Idrijski Log
- Idršek
- Javornik
- Jelični Vrh
- Kanji Dol
- Korita
- Ledine
- Ledinske Krnice
- Ledinsko Razpotje
- Lome
- Masore
- Mrzli Log
- Mrzli vrh
- Pečnik
- Potok
- Predgriže
- Razpotje
- Rejcov Grič
- Spodnja Idrija
- Spodnja Kanomlja
- Spodnji Vrsnik
- Srednja Kanomlja
- Strmec
- Vojsko
- Zadlog
- Zavratec
- Žirovnica